# Chengzhuang, Anhui
Chengzhuang (kinesiska: 程庄) är en köping i östra Kina. Den ligger i Dangshan härad i staden Suzhou i provinsen Anhui, omkring 280 kilometer norr om provinshuvudstaden Hefei. Antalet invånare är 47425. Befolkningen består av 23 046 kvinnor och 24 379 män. Barn under 15 år utgör 20,0 %, vuxna 15-64 år 67 %, och äldre över 65 år 11,0 %.